# Wildside (serie televisiva 1997)
Wildside  è una serie televisiva australiana in 60 episodi trasmessi per la prima volta nel corso di 2 stagioni dal 1997 al 1999.
La serie segue le attività della polizia di Sydney, in Australia. Vinse diversi Logie Award e fu candidata per gli AACTA Award.

## Personaggi
- Bill McCoy (60 episodi, 1997-1999), interpretato da	Tony Martin.
- Maxine Summers (60 episodi, 1997-1999), interpretata da	Rachael Blake.
- Vince Cellini (60 episodi, 1997-1999), interpretato da	Aaron Pedersen.
- Gerry Davis (60 episodi, 1997-1999), interpretato da	Jessica Napier.
- Charlie Coustos (43 episodi, 1998-1999), interpretato da	Alex Dimitriades.
- Louise Arden (10 episodi, 1999), interpretato da	Mary Coustas.
- sergente Graham Holbeck (10 episodi, 1998-1999), interpretato da	Jim Holt.
- Simone Summers (9 episodi, 1997-1999), interpretata da	Abbie Cornish.
- Noel Parker (8 episodi, 1997-1998), interpretato da	Glen Shea.
- Mark Doyle (8 episodi, 1997-1999), interpretato da	John Haas.
- Nick McCoy (7 episodi, 1997-1999), interpretato da	Mitchell McMahon.
- Samira Nassar (7 episodi, 1998-1999), interpretata da	Leah Vandenberg.
- Virginia King (6 episodi, 1997-1998), interpretata da	Victoria Longley.
- Kim Devlin (6 episodi, 1997-1998), interpretato da	Tammy McIntosh.
- Joe Pellucci (6 episodi, 1997-1998), interpretato da	Paul Pantano.
- Leo Cellini (5 episodi, 1998-1999), interpretato da	Silvio Ofria.
- Brian Deakin (5 episodi, 1997-1998), interpretato da	Richard Carter.
- Frank Reilly (4 episodi, 1997-1998), interpretato da	John Howard.
- Tony Pellucci (4 episodi, 1997-1998), interpretato da	John Brumpton.
- Warren Beckett (4 episodi, 1997), interpretato da	Aaron Blabey.
- Tony Kelso (4 episodi, 1998-1999), interpretato da	Bruce Venables.
- Lenny Maddox (4 episodi, 1997-1999), interpretato da	Kevin Smith.
- Rob Summers (4 episodi, 1997-1998), interpretato da	John O'Hare.
- Timothy Landow (3 episodi, 1998), interpretato da	Paul Sonkkila.
- Jimmy Jago (3 episodi, 1998), interpretato da	Robert Mammone.
- Jessie Roscoe (3 episodi, 1998), interpretato da	Justine Clarke.
- Ellen Douglas (3 episodi, 1998), interpretata da	Inge Hornstra.
- Don Kapper (3 episodi, 1998), interpretato da	Russell Kiefel.
- Alistair Kennedy (3 episodi, 1998-1999), interpretata da	Jarrah Darling.
- Nigel Burch (3 episodi, 1998), interpretato da	Peter Kowitz.
- Tracey Malleson (3 episodi, 1997), interpretata da	Rhondda Findleton.
- Kevin Gibbs (3 episodi, 1998-1999), interpretato da	David Ritchie.
- Tien (3 episodi, 1997-1998), interpretato da	Phuong Tuy Tran.
- Emma (3 episodi, 1998), interpretata da	Katherine Hayes.

## Produzione
La serie fu prodotta da Australian Broadcasting Corporation e girata  a Sydney in Australia.

### Registi
Tra i registi della serie sono accreditati:
- Andrew Prowse (16 episodi, 1997-1999)
- Geoff Bennett (16 episodi, 1998-1999)
- Peter Andrikidis (14 episodi, 1998-1999)
- Ken Cameron (3 episodi, 1998-1999)
- Michael Jenkins (2 episodi, 1997)
- David Caesar (2 episodi, 1998)
- Kate Woods (2 episodi, 1998)
- Lynn Hegarty (2 episodi, 1999)
- Ian Watson (2 episodi, 1999)

## Distribuzione
La serie fu trasmessa Australia dal 1997 al 1999 sulla rete televisiva ABC1.

## Episodi
| Stagione         | Episodi | Prima TV Australia |
| ---------------- | ------- | ------------------ |
| Prima stagione   | 40      | 1997-1998          |
| Seconda stagione | 20      | 1999               |